# 苏格拉底
苏格拉底（前470年—前399年），古希臘哲学家，和其追隨者柏拉图及柏拉图的學生亚里士多德被并称為希臘三賢。他被認為是西方哲學的奠基者。没有留下著作，其思想和生平被记述于后来的学者（主要是他的学生柏拉图）和同时代的剧作家阿里斯托芬的剧作中。在柏拉图的《对话》一书中记载了苏格拉底在伦理学领域的贡献。

## 生平
蘇格拉底出生於伯里克利統治的雅典黄金時期，出身貧寒，父親是雕刻師，母親為助產士。蘇格拉底的妻子是贊西佩，育有3名兒子（Lamprocles, Sophroniscus, Menexenus），蘇格拉底死時他們都還很年幼。
公元前430年，雅典與斯巴達的戰爭正處於白熱化階段。在這個關鍵時刻，一場雅典大瘟疫在軍隊中爆發，士兵們將病毒帶回了城市，導致千餘人病倒，生命垂危。
然而，在這場生死考驗中，有一位名叫蘇格拉底的士兵奇蹟般地存活了下來。他，就是我們所熟知的古希臘哲學家蘇格拉底。當時，蘇格拉底也感染了這種致命的病毒，但他堅韌的體魄和自律的生活方式讓他成功抵抗了病魔的侵襲，最終痊愈。
痊愈後的蘇格拉底並未選擇逃避，而是毫無保留、毫不畏懼地回到了疫情肆虐的雅典城，去照料那些病患和垂死的人們。顯然，蘇格拉底在軍隊服役期間感染了病毒，並由此獲得了抗體，使他能夠在疫情中存活下來。
這場瘟疫對雅典城造成了巨大的影響，但蘇格拉底的存活對後世的影響也是深遠的。如果他當時沒有存活下來，人類文明史可能會有很大的不同。
傳說中贊西佩是一名脾氣暴躁又嘮叨不休的潑婦。不過這可能是因為色諾芬對她的誇大描述而造成的。有個著名的故事：一次贊西佩對蘇格拉底大吵大鬧，然后用垃圾和污水澆了蘇格拉底一身，蘇格拉底說：「暴雷之後，必有陣雨。」
依據柏拉图的《會飲篇》記載，蘇格拉底曾說要將他自己的一生只貢獻給最重要的技藝或職業：討論哲學。蘇格拉底在他父親死後只繼承了一筆為數不多的遺產。根據色諾芬的記載，蘇格拉底是依靠學生貢獻的學費維持生計，而阿里斯托芬則描述，蘇格拉底開辦了一個哲學學校。而柏拉圖的《會飲篇》則記載蘇格拉底明確拒絕接受教學的學費，因此，他有可能是依靠朋友如克力同的施与。
蘇格拉底並沒有自己的著作，當代對於蘇格拉底所知的一切大多是來自許多不同的記載：由蘇格拉底的追隨者柏拉圖所記載的對話錄、色諾芬的著作、以及阿里斯托芬和亞里士多德的著作。
除此之外，阿里斯托芬對於蘇格拉底的記載，並非有意記載蘇格拉底的真實生平，而是對他的挖苦和諷刺。另一件複雜的問題在於，古希臘學者常會將他們自己的概念、理論、有時候甚至是個人的特徵，都記載為他們的導師所提出的，而柏拉圖也遵循了這一傳統，因此柏拉圖對於蘇格拉底的記載很可能也參雜了其本人的觀念。
在記載中的一些角色，如蘇格拉底的朋友阿爾西比亚德斯在對話錄中指出蘇格拉底曾經在伯羅奔尼撒戰爭中加入雅典軍隊作戰。柏拉圖的《會飲篇》也指出蘇格拉底個人相當的勇敢。在一個場合中蘇格拉底在戰場上緊隨阿爾西比亞德斯的身邊以保護他，或許還拯救了他的性命。

## 審判和死刑

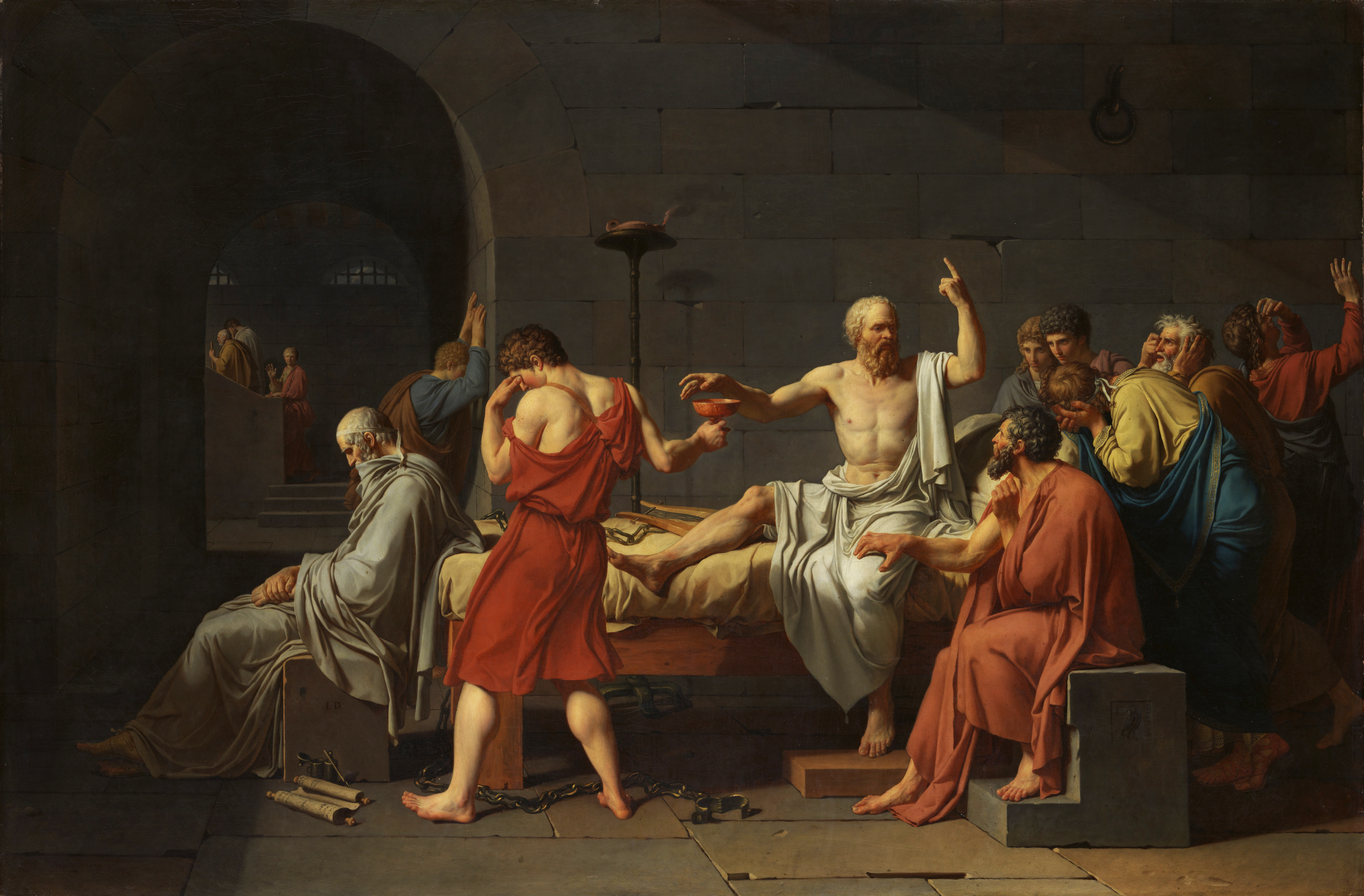
蘇格拉底之死。由雅克·路易·大卫所繪（1787年）。

伯罗奔尼撒战争结束後，三十人僭主集团倒台。當時雅典正試圖穩定局面並消除戰敗的羞恥感，而被推翻的三十人僭主集团中，克里底亚和查米迪斯曾是蘇格拉底的學生，並且蘇格拉底主張精英治國，有支持極權主義的傾向。克里底亚和查米迪斯被雅典新政府處死後，在三名雅典政治人物的勸誘下，雅典的法庭以不虔誠和腐蚀雅典青年思想之罪名審判蘇格拉底。當時希臘人的文化把天神和女神視為是保衛城邦的重要角色（舉例而言，雅典便是以其保護神雅典娜為名）。雅典在伯罗奔尼撒战争中的戰敗被人解釋為是雅典娜對雅典不敬神的懲罰，而補救的辦法就是懲罰那些質疑雅典娜或其他天神的人。在《申辯篇》裡蘇格拉底堅持這次審判是完全錯誤的。
依據柏拉圖《申辯篇》裡所記載的審判記載，蘇格拉底的「罪行」開始於他的朋友凱勒豐在德尔斐的神諭處詢問是否有人比蘇格拉底更聰明；神諭處的回答則是否定的。蘇格拉底解釋這個答案是另一個謎題—要他開始尋找比他更聰明的人。他質問雅典的人們有關他們對於至善、美麗、和美德的看法，發現他們虽然自以為知道很多，实则根本一無所知。蘇格拉底於是總結道：他比其他人聰明的地方僅只在於他承認到他什麼也不知道。蘇格拉底的智慧使得當時那些被他質疑愚蠢的雅典政治人物轉而對付他，導致了這場不敬神的審判。
蘇格拉底最終被500位公民所組成的陪審團裡，以280票對220票被判有罪。然後以360票對140票以不虔誠和腐蚀雅典青年思想之罪名（原因是不相信神）判處蘇格拉底死刑。依據色诺芬和柏拉圖的記載，蘇格拉底原本有機會逃跑，他的學生們已經準備好賄賂監獄守衛，在逃跑後蘇格拉底將會逃離雅典。在名畫「蘇格拉底之死」中，蘇格拉底的床下有一塊地磚，描繪的可能就是逃跑的計畫之一。如同蘇格拉底與克力同的對話所顯示的，蘇格拉底拒絕逃跑的原因是因為他了解到他必須遵守這個城邦的法律，服從這個城邦的公民和法官、以及陪審團所審判的結果。否則他便會違反他與這個城邦的「契約」，進一步破壞雅典法律的權威，而這樣做是違背了蘇格拉底所提倡的原則的。最終蘇格拉底飲下毒堇汁而死。依據《斐多篇》記載，蘇格拉底死時相當平靜，堅忍地接受了他的判決。

## 哲學

### 蘇格拉底教學法
蘇格拉底對於西方思想最重要的貢獻或許應該是他的辩证法（用一個問題回答一個問題）來提出問題，這被稱為蘇格拉底教學法或詰問法，蘇格拉底將其運用於探討如神和正義等許多重要的道德議題上。這最早的記載是出自於柏拉圖的蘇格拉底對話錄上，蘇格拉底通常被視為是西方政治哲學和伦理学或道德哲學的奠基之父，也是西方哲學的主要思想根源之一。
苏格拉底认为每个人都生活在“实在”中，但有些人认识不到自己逻辑上的错误，因此有各种错误的想法。蘇格拉底用一系列的問題協助一個人或一群人來判斷他們的信念，例如神或正義是否存在的問題，指出他們的回答中的漏洞，藉此让他们认识自己的逻辑和认识上的错误。這種方法是屬於假說消除的被動方法，隨著受測者承認更進一步的假說，在消除之前的假說的過程中必然產生矛盾。這種方法是用於逼使一個人檢視他自己的信念和這種信念的真實性。

### 哲學信仰
要研究蘇格拉底的哲學信仰並不是一件簡單的事：由於他完全沒有留下半點自己的著作，我們只能從柏拉圖和色诺芬的記載中加以探索，然而他們兩人的記載又往往是互相矛盾的，因此對於何者的記載更接近真相一直是爭論的話題。有些人認為蘇格拉底其實沒有任何特定的信仰，而是只會加以盤問每種信仰；在《理想國》中他發表的冗長理論其實是柏拉圖的想法。有些人主張他其實沒有半點自己的信仰和理論，但對此又有許多爭論，因為要從記載中區分柏拉圖和蘇格拉底兩人的概念相當的困難，同時要解釋他們的概念又更為困難。也因此，要從柏拉圖和色诺芬等人的記載中尋找蘇格拉底的理念並不簡單——必須留意這些理念很可能不是蘇格拉底本人所提出的，反而更接近於這些記載者自己的看法。
從對話錄裡得到的證據顯示蘇格拉底只有兩個導師：文法家普罗狄克斯、以及一名女祭司狄奧提瑪（Diotima），狄奧提瑪教導了蘇格拉底有關愛的知識。一些對話錄也顯示出蘇格拉底曾受到了當時的思想家如巴门尼德和阿那克萨哥拉的影響，歷史記載通常也將這兩人視為是蘇格拉底的導師。古典歷史學者John Burnet主張蘇格拉底的主要導師是阿那克萨哥拉派的學者阿基勞斯（Archelaus），有關阿基勞斯的記載其實也是蘇格拉底自己的理論。而Eric A. Havelock則認為蘇格拉底與阿那克萨哥拉派的關係證明了他與柏拉圖的哲學理念差異。
蘇格拉底曾為阿那克薩哥拉斯的宇宙之心理論驚艷，但令他失望的是：「那人沒有繼續深究心，也沒有提到心對掌管萬物有什麼角色，反倒把空氣、乙太、水和很多奇怪的東西當成原因。」蘇格拉底認為自然主義者沒有問到真正重要的問題，就像說他在牢裡是因為「我的身體由骨骼和肌腱構成，而放鬆肌腱讓我能垂下四肢，這就是我垂著四肢待在這裡的原因。」可是他的骨骼和肌腱為什麼不安安穩穩待在墨伽拉或維奧蒂亞？「要不是我認為承受城邦的處罰比逃亡或走人更正確、也更有尊嚴，跑去那裡不是對我最好嗎？」

### 知識
蘇格拉底經常說他的智慧是來自於體悟到他自己的無知。蘇格拉底可能認為做壞事是無知所造成的後果，做壞事的人必然沒有比他人聰明。唯一一件蘇格拉底經常宣稱擁有的知識是對於愛的知識，並以此联系他「對於智慧的熱愛」—例如對于哲學的熱愛。他從來沒有宣稱過他擁有許多智慧，他只不過是比別人更了解到：一個人要追求智慧就必須先熱愛智慧本身。至於蘇格拉底是否相信人類（和天神如阿波羅等相對照）真能變的有智慧也有待爭議。他的確曾經區分愚蠢與理想中的知識的差別；另一方面，他也在《會飲篇》（狄奧提瑪的演講）和《理想國》（洞穴的寓言）中描述了一種累積智慧的方式。
在柏拉圖記載的《泰阿泰德篇》（150a）中，蘇格拉底曾經將自己比作一個真正的媒人（προμνηστικός），以對照一個老鴇（προᾰγωγός）。這段對話也被色诺芬的《會飲篇》（3.20）記載，不過描述的卻是蘇格拉底開玩笑稱若他當初學習了拉皮條的技藝，必然會替他賺進大筆財產。身為一個哲學講師，蘇格拉底對聽眾的回覆都是為了使他們對智慧的概念更加透徹，雖然他自己都否認他是一名導師（《申辯篇》）。他所扮演的角色，在他看來，稱之為接生婆（μαῖα）更為恰當。蘇格拉底解釋道他自己並沒有多少理論，但他知道要如何將理論的種子散佈給其他人，並能判斷這些理論是否具有價值。或許最重要的，他指出助產士由於年齡過老而無法生育，而從來沒有生育的婦女是不可能成為接生婆的；因為一個從沒生育過的婦女不可能擁有那樣的親身經驗，同時也不能判斷何者才是有價值的嬰兒、而何者應該將其扔至山腰拋棄。為了衡量這些因素，接生婆必須同時具備生育的經驗和知識。

### 美德
蘇格拉底相信人們最好的生活方式就是專注於發展自己的本能，而不是去追求物質的富裕。他總是鼓勵別人注重友誼關係和參與社會的共同體，蘇格拉底相信這是使人們共同成長的最好方式。他的行為也都實踐了這些原則：到了最後，儘管他有機會可以逃離雅典，但蘇格拉底仍接受了他的死刑判決。他認為私自逃跑是破壞了他的共同體的決定；而如同以上所述，蘇格拉底在戰場上的英勇表現也無人能夠指责。
蘇格拉底教學中的一貫思路認為人類的確擁有某些美德。這些美德代表了一個人最重要的人品，而之中最居前的則是哲學或智慧的美德。蘇格拉底強調「美德是所有事物裡最寶貴的東西；一個人最理想的生命是將其一生奉獻用於尋找道德与真理。真相被隱藏在陰霾處之下，而哲學家的任務就是要揭露出他們所知的竟是如此之少。」一個人要真正做到至善，而不是僅僅依據他的「意見」行動；一個人必須了解不變的至善本身。

### 政治
蘇格拉底相信「理想存在於一個只有智者才能了解的世界」，因此有人主張蘇格拉底相信只有哲學家才有這種能力統治其他人。依據柏拉圖的說法，蘇格拉底對於政治的特定理念絕非難以理解的。他公開的反對當時雅典已經長期實行的民主制度。但不只是雅典的民主制度，蘇格拉底反對所有不符合他哲學中理想國家的政府形式，而雅典政府也沒有達到這個標準。在蘇格拉底生命的最後幾年裡，雅典由於政治的動亂而經歷多次大規模變遷，民主制度最後被軍閥三十人僭主集团推翻，領導這個集團的是柏拉圖的一名親戚克里提亚斯，他也曾是蘇格拉底的學生之一。僭主集团在暴虐統治一年後終於被推翻，雅典又重新採納民主制度，當時民主政府還對暴政統治期間的所有有關人士宣布大赦。但僅僅四年之後，民主制度就把目標指向了壓制蘇格拉底上。
對於蘇格拉底所相信的政治理念究竟為何，一直是哲學界最大的爭論之一。最多人同意的一種說法是蘇格拉底並不相信哲學家可以擔任國王的概念，因為蘇格拉底始終拒絕進入政界或參與任何形式的政府運作；他經常指出他不可能去干涉或指揮其他人要如何生活，因為他根本就還沒有徹底了解他自己。哲學家只是熱愛智慧的人，而且也不是真的具有智慧。在遭到五百人會議的定罪後，蘇格拉底接受了他的死刑處分，這也是支持這種論點的證據之一。許多人也主張雅典反民主的潮流是從柏拉圖開始發展的，因為柏拉圖無法接受他的導師竟遭到民主體制如此不平的判決。無論如何，毫無疑問的是蘇格拉底對於三十人僭主集团的厭惡絕對不下於民主制度；當僭主集团要求蘇格拉底協助捕捉一名雅典人時，蘇格拉底加以拒絕並差點因此而遭致生命危險。
在伯罗奔尼撒战争中雅典海軍於阿吉紐西群島戰勝，但許多失事船隻的水手沒有獲得救援而死，接踵而來的民怨引發了一場政治風暴。多名海軍的將領被起訴，蘇格拉底擔任了審判的主審官，儘管遭遇強大的民意壓力，蘇格拉底仍堅持依據法令審判，力排眾議反對處死海軍將領，儘管後來蘇格拉底遭到撤換，但這起事件成為蘇格拉底生平中最重大的政治活動。儘管後來是民主制度宣判了蘇格拉底的死刑，依據蘇格拉底的行動來看，他仍認為三十人僭主集团的專制統治的正當性並沒有民主制度來的高。

### 神秘主義
在柏拉圖記載的對話中，蘇格拉底似乎經常顯示出他神秘的一面，探討轉世以及神秘宗教等議題；不過這通常被視為是柏拉圖自己添加的記載。無論如何，這並不能排除一切的可能性，因為我們也不能確保柏拉圖和蘇格拉底兩人間的真實差異為何；除此之外，色诺芬的記載也顯示出一些類似的結果。當中最值得注意的是在柏拉圖《會飲篇》和《理想國》裡的討論，蘇格拉底說到一個人前往美麗之海凝視至善的理型，如此才能獲得智慧，整段過程幾乎類似於神秘的神示經驗（這段對話出自《會飲篇》裡，蘇格拉底對學生演講描述他的導師—女祭司狄奧提瑪探索哲學的歷程，當時狄奧提瑪甚至還擔心蘇格拉底沒有能力達到神秘的最高境界）。而在《美諾篇》裡，蘇格拉底則提起了厄琉息斯秘仪，告訴美諾若要更徹底理解蘇格拉底的答案，他必須加入下週的入會儀式。
或許最令人感興趣的部分是蘇格拉底是依賴於一種他所聽到的「徵兆」聲音來判斷他是否犯下錯誤。也是這種徵兆一直阻止蘇格拉底進入政界。在《斐德羅篇》裡的記載告訴我們，蘇格拉底將這視為是一種「天神的錯亂」，而這種錯亂則是天神賜與的禮物，賦予了我們有關诗歌、神秘、愛、甚至是哲學本身的各種靈感。這種徵兆通常屬於我們稱之為「直覺」的形式，然而，蘇格拉底將這種現象描述為「代蒙」（羅馬化：daimon），顯示了它是起源於天神、神秘，而且是不受他自己的思想所控制的。

## 記載來源
柏拉圖、色诺芬、以及亞里士多德的著作是研究蘇格拉底的主要來源，柏拉圖和色诺芬是蘇格拉底的學生，據推測他們也可能神化了他；無論如何，他們所留下的著作是今天我們所知唯一對蘇格拉底的連貫記載。亞里士多德雖然不是蘇格拉底的嫡傳子弟，但也經常在他的著作中提起蘇格拉底。

### 對話錄
蘇格拉底對話錄是一系列由柏拉圖和色诺芬所寫的對話記載，記載了蘇格拉底與其他當代人物的對話、或是蘇格拉底與他的學生之間進行的討論。柏拉圖的《斐多篇》便是他晚年的記載之一。雖然《申辯篇》是蘇格拉底獨自申辯的記述，但它通常也被歸類為對話錄的一部分。
《申辯篇》記載了蘇格拉底在審判上發表的申辯演說。在雅典的司法制度裡，一篇申辯文可以分為三個部分：
在柏拉圖的記載中，他通常不會將他的概念藉由某個特定的角色發表，而是將其透過蘇格拉底教學法呈現出給讀者。大多數對話錄多多少少都運用了蘇格拉底教學法，但都沒有《歐緒弗洛篇》那麼徹底。在這篇對話錄裡，蘇格拉底和歐緒弗洛重複的檢視蘇格拉底提出的問題和其答案「⋯⋯什麼是敬神，什麼又是不敬神？」
在柏拉圖的對話錄裡，學習似乎是一種回憶的過程。灵魂在進入身體之前是屬於理念的範圍，也只有在那裡它才能真正看清事物的本身，而不是被凡世間的陰影和經驗所掩蓋。藉由回憶的過程，便能將純粹真實的理念帶入靈魂，也因此獲得了智慧。
在柏拉圖撰寫的蘇格拉底記載中，我們很難分辨哪個理念才是由蘇格拉底（或他的朋友）所提出的、而哪個理念是新增的或由柏拉圖闡述的—這個問題在學界又被稱為蘇格拉底問題。通常，柏拉圖早期的作品往往較接近於蘇格拉底的真實理念，而後期的作品—包括了《斐多篇》在內—都被認為很可能是柏拉圖自己提出的想法。

### 引用
1. ↑  . BBC News 中文.   [2024-06-07]. （原始内容存档于2024-06-07）.
2. ↑   (PDF). 湖南人文科技学院学报.   [2021-06-16]. （原始内容 (PDF)存档于2021-09-17）.
3. ↑  Kagan, Donald. The Fall of the Athenian Empire. First. Ithaca, New York: Cornell University Press, 1987.

## 书目
- Ahbel-Rappe, Sara; Kamtekar, Rachana. . Wiley. 2009. ISBN 978-1-4051-5458-1.
- Ahbel-Rappe, Sara. . A&C Black. 2011. ISBN 978-0-8264-3325-1.
- Alon, Ilai. . Ahbel-Rappe, Sara; Kamtekar, Rachana  (编). . Wiley. 2009: 313–326. ISBN 978-1-4051-5458-1. doi:10.1002/9780470996218.ch20.
- Ambury, James M. . Internet Encyclopedia of Philosophy. 2020  [2021-06-02]. （原始内容存档于2017-08-01）.
- Ausland, Hayden W. . Kyriakos N. Demetriou  (编). . BRILL. 15 May 2019: 685–718. ISBN 978-90-04-39675-3.
- Benson, Hugh H. . Donald R. Morrison  (编). . Cambridge University Press. 2011: 179–200. ISBN 978-0-521-83342-4. doi:10.1017/CCOL9780521833424.008.
- Benson, Hugh H. . Nicholas D. Smith  (编). . John Bussanich. A&C Black. 3 January 2013: 136–155. ISBN 978-1-4411-1284-2.
- Bett, Richard. . Donald R. Morrison  (编). . Cambridge University Press. 2011: 215–236. ISBN 978-0-521-83342-4. doi:10.1017/CCOL9780521833424.010.
- Bowman, Brady. . Kyriakos N. Demetriou  (编). . BRILL. 15 May 2019: 749–792. ISBN 978-90-04-39675-3. S2CID 181666253. doi:10.1163/9789004396753_030.
- Brickhouse, Thomas C.; Smith, Nicholas D. . Nicholas D. Smith  (编). . John Bussanich. A&C Black. 3 January 2013: 185–209. ISBN 978-1-4411-1284-2.
- Campos-Daroca, F. Javier. . Moore, Christopher  (编). . Brill Publishers. 15 May 2019: 237–265. ISBN 978-90-04-39675-3. S2CID 182098719. doi:10.1163/9789004396753_010.
- D'Angour, Armand. . Bloomsbury. 2019  [2022-08-21]. ISBN 978-14-08-88391-4. （原始内容存档于2022-10-07）.
- Döring, Klaus. . Donald R. Morrison  (编). . Cambridge University Press. 2011: 24–47. ISBN 978-0-521-83342-4. doi:10.1017/CCOL9780521833424.002.
- Dorion, Louis André. . Donald R. Morrison  (编). . Cambridge University Press. 2011: 1–23. ISBN 978-0-521-83342-4. doi:10.1017/CCOL9780521833424.001. hdl:10795/1977.
- Guthrie, W. K. C. . Cambridge University Press. 1972. ISBN 978-0-521-09667-6. doi:10.1017/CBO9780511518454.
- Griswold, Charles L. . Donald R. Morrison  (编). . Cambridge University Press. 2011: 333–352. ISBN 978-0-521-83342-4. doi:10.1017/CCOL9780521833424.014.
- Hankins, James. . Ahbel-Rappe, Sara; Kamtekar, Rachana  (编). . Wiley. 2009: 337–352. ISBN 978-1-4051-5458-1. doi:10.1002/9780470996218.ch21.
- Johnson, Curtis. . Nicholas D. Smith  (编). . John Bussanich. A&C Black. 3 January 2013: 233–256. ISBN 978-1-4411-1284-2.
- Jones, Daniel. . Cambridge University Press. 8 June 2006. ISBN 978-0-521-68086-8.
- Kahn, Charles H. . Cambridge University Press. 4 June 1998. ISBN 978-0-521-64830-1. doi:10.1017/CBO9780511585579.
- Konstan, David. . Donald R. Morrison  (编). . Cambridge University Press. 2011: 75–90. ISBN 978-0-521-83342-4. doi:10.1017/CCOL9780521833424.004.
- Lane, Melissa. . Donald R. Morrison  (编). . Cambridge University Press. 2011: 237–259. ISBN 978-0-521-83342-4. doi:10.1017/CCOL9780521833424.011.
- Lapatin, Keneth. . Sara Ahbel-Rappe  (编). . Rachana Kamtekar. Wiley. 2009: 110–155. ISBN 978-1-4051-5458-1.
- Lesher, J. H. (James H.). . Journal of the History of Philosophy (Project Muse). 1987, 25 (2): 275–288. ISSN 1538-4586. S2CID 171007876. doi:10.1353/hph.1987.0033.
- Long, A.A. . Sara Ahbel-Rappe  (编). . Rachana Kamtekar. Wiley. 2009: 63–74. ISBN 978-1-4051-5458-1. doi:10.1002/9780470996218.ch5.
- Long, A.A. . Donald R. Morrison  (编). . Cambridge University Press. 2011: 355–379. ISBN 978-0-521-83342-4. doi:10.1017/CCOL9780521833424.015.
- Loughlin, Felicity P. . Kyriakos N. Demetriou  (编). . BRILL. 15 May 2019: 658–683. ISBN 978-90-04-39675-3. S2CID 182644665. doi:10.1163/9789004396753_027.
- May, Hope. . Wadsworth/Thomson Learning. 2000. ISBN 978-0-534-57604-2.
- McPherran, Mark L. . Donald R. Morrison  (编). . Cambridge University Press. 2011: 111–127. ISBN 978-0-521-83342-4. doi:10.1017/CCOL9780521833424.006.
- McPherran, Mark L. . Nicholas D. Smith  (编). . John Bussanich. A&C Black. 3 January 2013: 257–277. ISBN 978-1-4411-1284-2.
- McPartland, Keith. . Nicholas D. Smith  (编). . John Bussanich. A&C Black. 3 January 2013: 94–135. ISBN 978-1-4411-1284-2.
- McLean, Daniel R. . Ahbel-Rappe, Sara; Kamtekar, Rachana  (编). . Wiley. 2009: 353–367. ISBN 978-1-4051-5458-1. doi:10.1002/9780470996218.ch22.
- Muench, Paul. . Sara Ahbel-Rappe  (编). . Rachana Kamtekar. Wiley. 2009: 389–405. ISBN 978-1-4051-5458-1. doi:10.1002/9780470996218.ch24.
- Nails, Debra. Edward N. Zalta , 编. . Stanford Encyclopedia of Philosophy. 2020  [2022-08-21]. （原始内容存档于2022-10-23）.
- Ober, Josiah. . Donald R. Morrison  (编). . Cambridge University Press. 2010: 138–178. ISBN 978-0-521-83342-4. doi:10.1017/CCOL9780521833424.007.
- Obdrzalek, Suzanne. . Nicholas D. Smith  (编). . John Bussanich. A&C Black. 3 January 2013: 210–232. ISBN 978-1-4411-1284-2.
- Porter, James I. . Sara Ahbel-Rappe  (编). . Rachana Kamtekar. Wiley. 2009: 406–425. ISBN 978-1-4051-5458-1. doi:10.1002/9780470996218.ch25.
- Ralkowski, Mark. . Nicholas D. Smith  (编). . John Bussanich. A&C Black. 3 January 2013: 301–327. ISBN 978-1-4411-1284-2.
- Raymond, Christopher C. . Kyriakos N. Demetriou  (编). . BRILL. 15 May 2019: 837–683. ISBN 978-90-04-39675-3. S2CID 182444038. doi:10.1163/9789004396753_033.
- Reshotko, Naomi. . Nicholas D. Smith  (编). . John Bussanich. A&C Black. 3 January 2013: 156–184. ISBN 978-1-4411-1284-2.
- Rowe, Christopher. . Sara Ahbel-Rappe  (编). . Rachana Kamtekar. Wiley. 2006: 159–170. ISBN 978-1-4051-5458-1. doi:10.1002/9780470996218.ch10.
- Rudebusch, George. . Sara Ahbel-Rappe  (编). . Rachana Kamtekar. Wiley. 2009: 186–199. ISBN 978-1-4051-5458-1. doi:10.1002/9780470996218.ch11.
- Segvic, Heda. . Sara Ahbel-Rappe  (编). . Rachana Kamtekar. Wiley. 2006: 171–185. ISBN 978-1-4051-5458-1. doi:10.1002/9780470996218.ch10.
- Schur, David; Yamato, Lori. . Kyriakos N. Demetriou  (编). . Brill Publishers. 15 May 2019: 820–836. ISBN 978-90-04-39675-3. S2CID 181535294. doi:10.1163/9789004396753_032.
- Trizio, Michele. . Moore, Christopher  (编). . Brill Publishers. 15 May 2019: 592–618. ISBN 978-90-04-39675-3. S2CID 182037431. doi:10.1163/9789004396753_024.
- Vasiliou, Iakovos. . Nicholas D. Smith  (编). . John Bussanich. A&C Black. 3 January 2013: 20–33. ISBN 978-1-4411-1284-2.
- Vlastos, Gregory. . The Philosophical Quarterly (Oxford University Press (OUP)). 1985, 35 (138): 1–31. ISSN 0031-8094. JSTOR 2219545. doi:10.2307/2219545.
- Vlastos, Gregory. . Cornell University Press. 1991. ISBN 978-0-8014-9787-2.
- Waterfield, Robin. . Nicholas D. Smith  (编). . John Bussanich. A&C Black. 3 January 2013: 1–19. ISBN 978-1-4411-1284-2.
- Wolfsdorf, David. . Nicholas D. Smith  (编). . John Bussanich. A&C Black. 3 January 2013: 34–67. ISBN 978-1-4411-1284-2.
- White, Nicholas. . Sara Ahbel-Rappe  (编). . Rachana Kamtekar. Wiley. 2009: 368–387. ISBN 978-1-4051-5458-1. doi:10.1002/9780470996218.ch23.

## 延伸阅读
- Brun, Jean.  sixth. Presses universitaires de France. 1978: 39–40. ISBN 978-2-13-035620-2. （法語）
- Benson, Hugh. . New York: Oxford University Press. 1992. ISBN 978-0-19-506757-6. OCLC 23179683.
- Rudebusch, George. . Chichester, U.K. Malden, MA: Wiley-Blackwell. 2009. ISBN 978-1-4051-5085-9. OCLC 476311710.
- Taylor, C. C. W. . Oxford University Press. 1998. ISBN 978-0-19-287601-0.
- Taylor, C. C. W. . Oxford University Press. 2019. ISBN 978-0-19-883598-1.
- Vlastos, Gregory. . Cambridge University Press. 1994. ISBN 978-0-521-44735-5.

## 外部連結
- 苏格拉底，Indiana Philosophy Ontology Project
- The Dialogues of Plato at Project Gutenberg